# 手下
| ウィキペディアには「手下」という見出しの百科事典記事はありません（タイトルに「手下」を含むページの一覧/「手下」で始まるページの一覧）。 代わりにウィクショナリーのページ「手下」が役に立つかもしれません。 |